# Nador Port
Nador Port är en hamn i Marocko. Den ligger i den nordöstra delen av landet, 400 km öster om huvudstaden Rabat. Nador Port ligger 7 meter över havet.  Närmaste större samhälle är Nador, 10,6 km söder om Nador Port. 